# Joni Ernst
Joni Kay Ernst, nata Culver (Red Oak, 1º luglio 1970), è una politica ed ex militare statunitense, senatrice per lo stato dell'Iowa dal 2015 ed in precedenza senatrice statale dal 2011 al 2014. Ernst è membro del Partito Repubblicano e si configura come una repubblicana conservatrice.

## Biografia
Nata e cresciuta nell'Iowa, dopo il college la Ernst si arruolò nell'esercito, dove tuttora presta servizio con il grado di tenente colonnello. Durante la guerra in Iraq venne inviata per alcuni mesi nel Kuwait, dove si occupò di gestire i rifornimenti.
Entrata in politica con il Partito Repubblicano, nel 2004 venne eletta auditore della contea di Montgomery e quattro anni dopo ottenne un secondo mandato. Nel 2011 vinse un'elezione speciale per un seggio all'interno della legislatura statale dell'Iowa e nel 2012 ottenne dagli elettori un mandato completo.
Nel 2014 annunciò la sua candidatura per il seggio del Senato lasciato vacante da Tom Harkin. Dopo aver vinto facilmente le primarie repubblicane, la Ernst affrontò nelle elezioni generali il deputato democratico Bruce Braley. La campagna elettorale si rivelò molto combattuta e la Ernst ricevette l'appoggio pubblico di varie personalità politiche fra cui Mitt Romney e Sarah Palin. Partita inizialmente come sfavorita, la Ernst ottenne grossa popolarità dopo aver registrato uno spot elettorale in cui affermava che, essendo cresciuta castrando maiali in una fattoria, fosse la persona giusta per "far grugnire quelli di Washington".
Al termine della campagna, la Ernst riuscì a sconfiggere Braley con un netto distacco: in questo modo divenne la prima donna ad essere eletta al Congresso dall'Iowa, oltre che la prima veterana di sesso femminile eletta al Senato.
Ideologicamente Joni Ernst si presenta come una conservatrice, essendosi espressa contro i matrimoni gay, l'aborto e il controllo delle armi.
Il 3 novembre 2020, Ernst viene rieletta per un secondo mandato al Senato col 51,8%.